# Vòng loại Giải vô địch bóng đá thế giới 2002 – Khu vực châu Á (Vòng 1)
Các trận đấu thuộc vòng thứ nhất của vòng loại Giải vô địch bóng đá thế giới 2002 khu vực châu Á diễn ra từ ngày 24 tháng 11 năm 2000 đến ngày 30 tháng 5 năm 2001.

## Thể thức
Tổng cộng 40 đội tuyển ban đầu được chia thành 10 bảng đấu, mỗi bảng gồm bốn đội. Các đội trong mỗi bảng thi đấu vòng tròn hai lượt với nhau (có thể theo hình thức tập trung hoặc sân nhà – sân khách). Do bảng 2 có một đội rút lui, nên các đội trong bảng này chỉ thi đấu một lượt trận duy nhất. Mười đội đứng đầu ở mười bảng đấu sẽ giành quyền tham dự vòng 2.

## Các bảng đấu

### Bảng 1
| VT | Đội         | ST | T | H | B | BT | BB | HS  | Đ  | Giành quyền tham dự |     | Oman | Syria | Lào  | Philippines |
| -- | ----------- | -- | - | - | - | -- | -- | --- | -- | ------------------- | --- | ---- | ----- | ---- | ----------- |
| 1  | Oman        | 6  | 5 | 1 | 0 | 33 | 3  | +30 | 16 | Vòng 2              |     |      | 2–0   | 12–0 | 7–0         |
| 2  | Syria       | 6  | 4 | 1 | 1 | 40 | 6  | +34 | 13 |                     |     | 3–3  |       | 11–0 | 12–0        |
| 3  | Lào         | 6  | 1 | 1 | 4 | 3  | 40 | −37 | 4  |                     | 0–7 | 0–9  |       | 2–0  |             |
| 4  | Philippines | 6  | 0 | 1 | 5 | 2  | 29 | −27 | 1  |                     | 0–2 | 1–5  | 1–1   |      |             |

| Syria | 12–0     | Philippines |
| --- | -------- | ----------- |
| Bayazid 14', 16', 49', 77', 80' · Jabban 25' · Srour 27' (ph.đ.) · Nihad Al Boushi 45' · Shehadeh 46' · Mouhanad Boushi 59' · Afash 75' (ph.đ.) · Malki 89' | Chi tiết |             |

| Oman | 12–0     | Lào |
| --- | -------- | --- |
| Al-Dhabit 6', 23' (ph.đ.), 30', 45', 45+1' · Mubarak Al-Siyabi 21' · Al-Mukhani 39', 44' · Nasser Zayid 62' (ph.đ.) · Fawzi Bashir 81', 85' · Al-Araimi 84' | Chi tiết |     |

| Syria                                          | 5–1      | Philippines  |
| ---------------------------------------------- | -------- | ------------ |
| Srour 42', 54' · Bayazid 71' · Moussa 77', 87' | Chi tiết | Barsales 59' |

| Oman                                                                                          | 7–0      | Lào |
| --------------------------------------------------------------------------------------------- | -------- | --- |
| Al-Dhabit 15', 79' · Mubarak Al-Siyabi 36' · Al-Araimi 39', 42' · Al-Mukhaini 43' · Samir 90' | Chi tiết |     |

| Syria | 11–0     | Lào |
| --- | -------- | --- |
| Afash 15', 89' · Mouhanad Boushi 25', 79' · Bayazid 31', 53', 90' · Moussa 33' · Srour 55', 64' · Nihad Al Boushi 69' | Chi tiết |     |

| Oman                                                                   | 7–0      | Philippines |
| ---------------------------------------------------------------------- | -------- | ----------- |
| Al-Dhabit 43' (ph.đ.), 81' · Al-Mukhaini 45', 61', 68', 79' · Said 83' | Chi tiết |             |

| Lào | 0–9      | Syria |
| --- | -------- | --- |
|     | Chi tiết | Nihad Al Boushi 2', 50' · Srour 34' · Bayazid 37' · Shehadeh 46' · Zaher 55', 65' · Al-Khatib 75' · Al Sayed 81' |

| Philippines | 0–2      | Oman                 |
| ----------- | -------- | -------------------- |
|             | Chi tiết | Al-Mukhaini 11', 56' |

| Syria                              | 3–3      | Oman                                      |
| ---------------------------------- | -------- | ----------------------------------------- |
| Bayazid 4' · Afash 56' · Srour 68' | Chi tiết | Al-Araimi 35' · Al-Dhabit 55' · Samir 81' |

| Lào                            | 2–0      | Philippines |
| ------------------------------ | -------- | ----------- |
| Phounsamay 15' · Dalaphone 55' | Chi tiết |             |

| Oman                              | 2–0      | Syria |
| --------------------------------- | -------- | ----- |
| Mubarak Al-Siyabi 48' · Samir 67' | Chi tiết |       |

| Philippines | 1–1      | Lào               |
| ----------- | -------- | ----------------- |
| Doña 20'    | Chi tiết | Khouphachansy 81' |

### Bảng 2
- Tất cả các trận đấu được tổ chức tại Iran.
- Thời gian được liệt kê là UTC+4:30.

| VT | Đội        | ST | T | H | B | BT | BB | HS  | Đ | Giành quyền tham dự |  | Iran | Tajikistan | Guam | Myanmar |
| -- | ---------- | -- | - | - | - | -- | -- | --- | - | ------------------- |  | ---- | ---------- | ---- | ------- |
| 1  | Iran (H)   | 2  | 2 | 0 | 0 | 21 | 0  | +21 | 6 | Vòng 2              |  |      | 2–0        | 19–0 |         |
| 2  | Tajikistan | 2  | 1 | 0 | 1 | 16 | 2  | +14 | 3 |                     |  |      |            | 16–0 |         |
| 3  | Guam       | 2  | 0 | 0 | 2 | 0  | 35 | −35 | 0 |                     |  |      |            |      |         |
| 4  | Myanmar    | 0  | 0 | 0 | 0 | 0  | 0  | 0   | 0 | Rút lui             |  |      |            |      |         |

| Iran | 19–0     | Guam |
| --- | -------- | ---- |
| Majidi 12', 75', 79' · Bagheri 13', 23', 33', 48', 67', 77' · Karimi 19', 55', 58', 86' · Nikbakht 31' · Daei 34' (ph.đ.), 53', 72' · Bakhtiarizadeh 43', 69' | Chi tiết |      |

| Tajikistan | 16–0     | Guam |
| --- | -------- | ---- |
| Ashurmamadov 3', 16' · Muminov 13' · Knitel 20' · Khojaev 26', 39', 70' · Hamidov 31', 47', 77', 89' (ph.đ.) · Fuzailov 52' · Berdykulov 62', 67' · Jabbarov 77' · Usmonov 87' | Chi tiết |      |

| Iran                        | 2–0      | Tajikistan |
| --------------------------- | -------- | ---------- |
| Daei 47' · Hasheminasab 54' | Chi tiết |            |

### Bảng 3
Các trận đấu được tổ chức tại Hồng Kông (lượt đi) và Qatar (lượt về).

| VT | Đội       | ST | T | H | B | BT | BB | HS  | Đ  | Giành quyền tham dự |     | Qatar | Nhà nước Palestine | Malaysia | Hồng Kông |
| -- | --------- | -- | - | - | - | -- | -- | --- | -- | ------------------- | --- | ----- | ------------------ | -------- | --------- |
| 1  | Qatar     | 6  | 5 | 1 | 0 | 14 | 3  | +11 | 16 | Vòng 2              |     |       | 2–1                | 5–1      | 2–0       |
| 2  | Palestine | 6  | 2 | 1 | 3 | 8  | 9  | −1  | 7  |                     |     | 1–2   |                    | 1–0      | 1–0       |
| 3  | Malaysia  | 6  | 2 | 1 | 3 | 8  | 11 | −3  | 7  |                     | 0–0 | 4–3   |                    | 2–0      |           |
| 4  | Hồng Kông | 6  | 1 | 1 | 4 | 3  | 10 | −7  | 4  |                     | 0–3 | 1–1   | 2–1                |          |           |

| Qatar                                                        | 5–1      | Malaysia |
| ------------------------------------------------------------ | -------- | -------- |
| Al-Enazi 10', 37', 59' · Mustafa 51' (ph.đ.) · Al-Tamimi 75' | Chi tiết | Talib 9' |

| Hồng Kông  | 1–1      | Palestine |
| ---------- | -------- | --------- |
| Ho Man 72' | Chi tiết | Ayoub 64' |

| Palestine | 1–2      | Qatar                      |
| --------- | -------- | -------------------------- |
| Ayoub 54' | Chi tiết | Al Naemi 31' · Mustafa 65' |

| Hồng Kông | 0–2      | Malaysia        |
| --------- | -------- | --------------- |
|           | Chi tiết | Rakhli 46', 79' |

| Palestine    | 1–0      | Malaysia |
| ------------ | -------- | -------- |
| Al-Jaish 36' | Chi tiết |          |

| Hồng Kông | 0–2      | Qatar                          |
| --------- | -------- | ------------------------------ |
|           | Chi tiết | Al-Enazi 42' · Feng 67' (l.n.) |

| Palestine | 1–0      | Hồng Kông |
| --------- | -------- | --------- |
| Lafi 58'  | Chi tiết |           |

| Qatar | 0–0      | Malaysia |
| ----- | -------- | -------- |
|       | Chi tiết |          |

| Qatar                     | 2–1      | Palestine |
| ------------------------- | -------- | --------- |
| Al-Enazi 24' · Hassan 45' | Chi tiết | Ayoub 30' |

| Hồng Kông            | 2–1      | Malaysia |
| -------------------- | -------- | -------- |
| Feng 11' · Keung 78' | Chi tiết | Omar 86' |

| Qatar                                      | 3–0      | Hồng Kông |
| ------------------------------------------ | -------- | --------- |
| Al Naemi 45' · Mubarak 89' · Al-Tamimi 90' | Chi tiết |           |

| Malaysia                                       | 4–3      | Palestine                                     |
| ---------------------------------------------- | -------- | --------------------------------------------- |
| Rakhli 21', 62' (ph.đ.) · Omar 53' · Idrus 56' | Chi tiết | Ayoub 3' · Al-Holi 29' (ph.đ.) · Al-Jaish 90' |

### Bảng 4
Các trận đấu được tổ chức tại Singapore (lượt đi) và Kuwait (lượt về).

| VT | Đội        | ST | T | H | B | BT | BB | HS | Đ  | Giành quyền tham dự |     | Bahrain | Kuwait | Kyrgyzstan | Singapore |
| -- | ---------- | -- | - | - | - | -- | -- | -- | -- | ------------------- | --- | ------- | ------ | ---------- | --------- |
| 1  | Bahrain    | 6  | 5 | 0 | 1 | 9  | 4  | +5 | 15 | Vòng 2              |     |         | 1–2    | 1–0        | 2–0       |
| 2  | Kuwait     | 6  | 4 | 1 | 1 | 9  | 3  | +6 | 13 |                     |     | 0–1     |        | 2–0        | 1–1       |
| 3  | Kyrgyzstan | 6  | 1 | 1 | 4 | 3  | 9  | −6 | 4  |                     | 1–2 | 0–3     |        | 1–1        |           |
| 4  | Singapore  | 6  | 0 | 2 | 4 | 3  | 8  | −5 | 2  |                     | 1–2 | 0–1     | 0–1    |            |           |

| Bahrain     | 1–2      | Kuwait                        |
| ----------- | -------- | ----------------------------- |
| Al Sadi 90' | Chi tiết | Al Huwaidi 66' · Al-Sauhi 72' |

| Singapore | 0–1      | Kyrgyzstan    |
| --------- | -------- | ------------- |
|           | Chi tiết | Kovalenko 83' |

| Bahrain     | 1–0      | Kyrgyzstan |
| ----------- | -------- | ---------- |
| Al Sadi 86' | Chi tiết |            |

| Kuwait       | 1–1      | Singapore |
| ------------ | -------- | --------- |
| Abdullah 61' | Chi tiết | Shah 86'  |

| Kyrgyzstan | 0–3      | Kuwait                                     |
| ---------- | -------- | ------------------------------------------ |
|            | Chi tiết | Asel 61' · Al Huwaidi 85' · Al-Mutairi 90' |

| Singapore | 1–2      | Bahrain          |
| --------- | -------- | ---------------- |
| Ali 65'   | Chi tiết | Al Sadi 15', 25' |

| Kyrgyzstan   | 1–2      | Bahrain                  |
| ------------ | -------- | ------------------------ |
| Jumagulov 8' | Chi tiết | Salmeen 23' · Hassan 74' |

| Singapore | 0–1      | Kuwait         |
| --------- | -------- | -------------- |
|           | Chi tiết | Al-Mutairi 52' |

| Kuwait                      | 2–0      | Kyrgyzstan |
| --------------------------- | -------- | ---------- |
| Al Huwaidi 21' · Laheeb 87' | Chi tiết |            |

| Bahrain               | 2–0      | Singapore |
| --------------------- | -------- | --------- |
| Eid 40' · Al Sadi 43' | Chi tiết |           |

| Kyrgyzstan    | 1–1      | Singapore |
| ------------- | -------- | --------- |
| Kovalenko 77' | Chi tiết | Ali 60'   |

| Kuwait | 0–1      | Bahrain      |
| ------ | -------- | ------------ |
|        | Chi tiết | Mohammed 72' |

### Bảng 5
Các trận đấu được tổ chức tại Liban (lượt đi) và Thái Lan (lượt về).

| VT | Đội       | ST | T | H | B | BT | BB | HS  | Đ  | Giành quyền tham dự |     | Thái Lan | Liban | Sri Lanka | Pakistan |
| -- | --------- | -- | - | - | - | -- | -- | --- | -- | ------------------- | --- | -------- | ----- | --------- | -------- |
| 1  | Thái Lan  | 6  | 5 | 1 | 0 | 20 | 5  | +15 | 16 | Vòng 2              |     |          | 2–2   | 4–2       | 3–0      |
| 2  | Liban     | 6  | 4 | 1 | 1 | 26 | 5  | +21 | 13 |                     |     | 1–2      |       | 4–0       | 6–0      |
| 3  | Sri Lanka | 6  | 1 | 1 | 4 | 8  | 20 | −12 | 4  |                     | 0–3 | 0–5      |       | 3–1       |          |
| 4  | Pakistan  | 6  | 0 | 1 | 5 | 5  | 29 | −24 | 1  |                     | 0–6 | 1–8      | 3–3   |           |          |

| Thái Lan                                          | 4–2      | Sri Lanka       |
| ------------------------------------------------- | -------- | --------------- |
| Kiatisuk 46', 51' · Therdsak 53' · Thawatchai 84' | Chi tiết | Raheem 20', 50' |

| Liban                                                            | 6–0      | Pakistan |
| ---------------------------------------------------------------- | -------- | -------- |
| Zein 6', 32', 88' · Hojeij 49' · Santos 51' (ph.đ.) · Hamdan 90' | Chi tiết |          |

| Thái Lan                       | 3–0      | Pakistan |
| ------------------------------ | -------- | -------- |
| Piturat 35', 52' · Chaiman 86' | Chi tiết |          |

| Liban                                       | 4–0      | Sri Lanka |
| ------------------------------------------- | -------- | --------- |
| R. Antar 44', 63' · Hojeij 65' · Kassas 90' | Chi tiết |           |

| Pakistan            | 3–3      | Sri Lanka                               |
| ------------------- | -------- | --------------------------------------- |
| Zaman 45', 80', 85' | Chi tiết | Raheem 45' · Bandanage 72' · Kassun 83' |

| Liban       | 1–2      | Thái Lan                  |
| ----------- | -------- | ------------------------- |
| R. Antar 9' | Chi tiết | Seksan 15' · Kiatisuk 27' |

| Pakistan   | 1–8      | Liban                                                                                 |
| ---------- | -------- | ------------------------------------------------------------------------------------- |
| Arshad 20' | Chi tiết | F. Antar 5' · Ghazarian 10', 60' · R. Antar 32', 42' · Santos 46', 88' · Marcílio 78' |

| Sri Lanka | 0–3      | Thái Lan                       |
| --------- | -------- | ------------------------------ |
|           | Chi tiết | Seksan 37' · Kiatisuk 50', 60' |

| Sri Lanka | 0–5      | Liban                                                                    |
| --------- | -------- | ------------------------------------------------------------------------ |
|           | Chi tiết | Ghazarian 25' · F. Antar 37' · Marcílio 48' · Zein 64' · Yenkibarian 82' |

| Pakistan | 0–6      | Thái Lan                                                |
| -------- | -------- | ------------------------------------------------------- |
|          | Chi tiết | Kiatisuk 10', 51', 55', 74' · Niweat 78' · Surachai 83' |

| Sri Lanka                          | 3–1      | Pakistan  |
| ---------------------------------- | -------- | --------- |
| Jayasuriya 6', 48' · Bandanage 11' | Chi tiết | Arshad 9' |

| Thái Lan               | 2–2      | Liban                      |
| ---------------------- | -------- | -------------------------- |
| Seksan 73' · Tawan 77' | Chi tiết | Ghazarian 35' · Hojeij 87' |

### Bảng 6
- Các trận đấu được tổ chức tại Iraq (lượt đi) và Kazakhstan (lượt về).
- Nepal ban đầu được dự kiến tổ chức sáu trận đấu ở Kathmandu. Sau khi Nepal rút lui khỏi việc tổ chức các trận đấu, AFC quyết định chuyển địa điểm tổ chức các trận đấu này sang Kazakhstan, nhưng vấp phải sự phản đối của Iraq. Cuối cùng, các trận đấu nói trên được quyết định diễn ra tại Iraq, và sáu trận còn lại được diễn ra tại Kazakhstan.

| VT | Đội        | ST | T | H | B | BT | BB | HS  | Đ  | Giành quyền tham dự |     | Iraq | Kazakhstan | Nepal | Ma Cao |
| -- | ---------- | -- | - | - | - | -- | -- | --- | -- | ------------------- | --- | ---- | ---------- | ----- | ------ |
| 1  | Iraq       | 6  | 4 | 2 | 0 | 28 | 5  | +23 | 14 | Vòng 2              |     |      | 1–1        | 4–2   | 8–0    |
| 2  | Kazakhstan | 6  | 4 | 2 | 0 | 20 | 2  | +18 | 14 |                     |     | 1–1  |            | 4–0   | 3–0    |
| 3  | Nepal      | 6  | 2 | 0 | 4 | 13 | 25 | −12 | 6  |                     | 1–9 | 0–6  |            | 4–1   |        |
| 4  | Ma Cao     | 6  | 0 | 0 | 6 | 2  | 31 | −29 | 0  |                     | 0–5 | 0–5  | 1–6        |       |        |

| Nepal | 0–6      | Kazakhstan                                                                           |
| ----- | -------- | ------------------------------------------------------------------------------------ |
|       | Chi tiết | Litvinenko 11', 28' · Urazbakhtin 21' · Lunev 73' · Baltiev 75' · Kadyrkulov 82' (p) |

| Iraq                                                              | 8–0      | Ma Cao |
| ----------------------------------------------------------------- | -------- | ------ |
| H.Mohammed 21', 31', 33', 35', 76' · Jeayer 60', 83' · Kadhim 88' | Chi tiết |        |

| Kazakhstan                                   | 3–0      | Ma Cao |
| -------------------------------------------- | -------- | ------ |
| Avdeyev 11' · Litvinenko 57' · Gorovenka 68' | Chi tiết |        |

| Nepal         | 1–9      | Iraq |
| ------------- | -------- | --- |
| Rayamajhi 25' | Chi tiết | Al-Hail 6' (ph.đ.), 20' (ph.đ.) · H.Mohammed 15', 59' · Jafar 21' · Najim 36' · Emad 55' · Kadhim 65', 75' |

| Nepal                                               | 4–1      | Ma Cao     |
| --------------------------------------------------- | -------- | ---------- |
| Rayamajhi 18', 61' · Thapa 31' · Khadka 74' (ph.đ.) | Chi tiết | Cheong 28' |

| Kazakhstan | 1–1      | Iraq                |
| ---------- | -------- | ------------------- |
| Baltiev 6' | Chi tiết | Al-Hail 31' (ph.đ.) |

| Kazakhstan                                                | 4–0      | Nepal |
| --------------------------------------------------------- | -------- | ----- |
| Shevchenko 43', 73' · Baltiev 69' (ph.đ.) · Gorovenka 87' | Chi tiết |       |

| Ma Cao | 0–5      | Iraq                                           |
| ------ | -------- | ---------------------------------------------- |
|        | Chi tiết | Al-Hail 45', 80' · Hassan 57', 90' · Obeid 88' |

| Ma Cao | 0–5      | Kazakhstan                                         |
| ------ | -------- | -------------------------------------------------- |
|        | Chi tiết | Byakov 50', 70' · Avdeyev 51', 72' · Gorovenka 83' |

| Iraq                                                   | 4–2      | Nepal                      |
| ------------------------------------------------------ | -------- | -------------------------- |
| Obeid 27' · Al-Hail 30' · E.Mohammed 33' · Mushraf 54' | Chi tiết | Khadka 37' · Rayamajhi 63' |

| Ma Cao    | 1–6      | Nepal                                                         |
| --------- | -------- | ------------------------------------------------------------- |
| Leong 50' | Chi tiết | Rayamajhi 38', 49', 56' · Maharjan 52' · Lama 67' · Thapa 90' |

| Iraq        | 1–1      | Kazakhstan     |
| ----------- | -------- | -------------- |
| Mahmoud 42' | Chi tiết | Litvinenko 32' |

### Bảng 7
| VT | Đội               | ST | T | H | B | BT | BB | HS  | Đ  | Giành quyền tham dự |     | Uzbekistan | Turkmenistan | Jordan | Đài Bắc Trung Hoa |
| -- | ----------------- | -- | - | - | - | -- | -- | --- | -- | ------------------- | --- | ---------- | ------------ | ------ | ----------------- |
| 1  | Uzbekistan        | 6  | 4 | 2 | 0 | 20 | 5  | +15 | 14 | Vòng 2              |     |            | 1–0          | 2–2    | 7–0               |
| 2  | Turkmenistan      | 6  | 4 | 0 | 2 | 12 | 7  | +5  | 12 |                     |     | 2–5        |              | 2–0    | 1–0               |
| 3  | Jordan            | 6  | 2 | 2 | 2 | 12 | 7  | +5  | 8  |                     | 1–1 | 1–2        |              | 6–0    |                   |
| 4  | Đài Bắc Trung Hoa | 6  | 0 | 0 | 6 | 0  | 25 | −25 | 0  |                     | 0–4 | 0–5        | 0–2          |        |                   |

| Turkmenistan               | 2–0      | Jordan |
| -------------------------- | -------- | ------ |
| Meredov 52' · Agabaýew 81' | Chi tiết |        |

| Uzbekistan                                                               | 7–0      | Đài Bắc Trung Hoa |
| ------------------------------------------------------------------------ | -------- | ----------------- |
| Irismetov 3', 23', 68', 74' · Dionisiev 21' · Maminov 35' · Georgiev 43' | Chi tiết |                   |

| Đài Bắc Trung Hoa | 0–2      | Jordan                       |
| ----------------- | -------- | ---------------------------- |
|                   | Chi tiết | Al-Laham 16' · Shelbaieh 57' |

| Uzbekistan  | 1–0      | Turkmenistan |
| ----------- | -------- | ------------ |
| Qosimov 63' | Chi tiết |              |

| Đài Bắc Trung Hoa | 0–5      | Turkmenistan                                                               |
| ----------------- | -------- | -------------------------------------------------------------------------- |
|                   | Chi tiết | Goçgulyýew 5' (ph.đ.) · Meredov 44' · Gogoladze 53', 62' · Borodolimov 72' |

| Uzbekistan                         | 2–2      | Jordan                        |
| ---------------------------------- | -------- | ----------------------------- |
| Maminov 53' (ph.đ.) · Shirshov 65' | Chi tiết | Al-Shagran 13' · Abu Touk 24' |

| Jordan                                                                          | 6–0      | Đài Bắc Trung Hoa |
| ------------------------------------------------------------------------------- | -------- | ----------------- |
| Abu Touk 45', 49' (ph.đ.) · Al-Shagran 61' · Al-Awadat 85' · Hamarsheh 87', 89' | Chi tiết |                   |

| Turkmenistan      | 2–5      | Uzbekistan                                                                       |
| ----------------- | -------- | -------------------------------------------------------------------------------- |
| Baýramow 42', 44' | Chi tiết | Qosimov 21' (ph.đ.) · Irismetov 35' · Bakayev 48' · Akopyants 82' · Georgiev 88' |

| Đài Bắc Trung Hoa | 0–4      | Uzbekistan                            |
| ----------------- | -------- | ------------------------------------- |
|                   | Chi tiết | Irismetov 15', 90' · Qosimov 59', 87' |

| Jordan      | 1–2      | Turkmenistan                 |
| ----------- | -------- | ---------------------------- |
| Abu Touk 7' | Chi tiết | Gogoladze 25' · Durdyýew 85' |

| Turkmenistan  | 1–0      | Đài Bắc Trung Hoa |
| ------------- | -------- | ----------------- |
| Gogoladze 37' | Chi tiết |                   |

| Jordan               | 1–1      | Uzbekistan          |
| -------------------- | -------- | ------------------- |
| Abu Touk 54' (ph.đ.) | Chi tiết | Maminov 77' (ph.đ.) |

### Bảng 8
| VT | Đội    | ST | T | H | B | BT | BB | HS  | Đ  | Giành quyền tham dự |      | Các Tiểu vương quốc Ả Rập Thống nhất | Yemen | Ấn Độ | Brunei |
| -- | ------ | -- | - | - | - | -- | -- | --- | -- | ------------------- | ---- | ------------------------------------ | ----- | ----- | ------ |
| 1  | UAE    | 6  | 4 | 0 | 2 | 21 | 5  | +16 | 12 | Vòng 2              |      |                                      | 3–2   | 1–0   | 4–0    |
| 2  | Yemen  | 6  | 3 | 2 | 1 | 14 | 8  | +6  | 11 |                     |      | 2–1                                  |       | 3–3   | 1–0    |
| 3  | Ấn Độ  | 6  | 3 | 2 | 1 | 11 | 5  | +6  | 11 |                     | 1–0  | 1–1                                  |       | 5–0   |        |
| 4  | Brunei | 6  | 0 | 0 | 6 | 0  | 28 | −28 | 0  |                     | 0–12 | 0–5                                  | 0–1   |       |        |

| Brunei | 0–5      | Yemen                                                  |
| ------ | -------- | ------------------------------------------------------ |
|        | Chi tiết | Ahmed 8' · Al-Salimi 52' · Awad 82' · Al-Nono 86', 88' |

| Ấn Độ       | 1–0      | UAE |
| ----------- | -------- | --- |
| Alberto 71' | Chi tiết |     |

| Brunei | 0–12     | UAE |
| ------ | -------- | --- |
|        | Chi tiết | Salem Ali 1', 58', 67', 75', 81' · Omar 12', 45' · Hussain 27' · Khater 38' · Jumaa 49' · Momin 50' (l.n.) · Masoud 90' |

| Ấn Độ      | 1–1      | Yemen           |
| ---------- | -------- | --------------- |
| Bhutia 53' | Chi tiết | Al Ghurbani 43' |

| UAE        | 1–0      | Ấn Độ |
| ---------- | -------- | ----- |
| Khater 63' | Chi tiết |       |

| Yemen           | 1–0      | Brunei |
| --------------- | -------- | ------ |
| Al Ghurbani 75' | Chi tiết |        |

| Yemen                           | 3–3      | Ấn Độ                          |
| ------------------------------- | -------- | ------------------------------ |
| Al-Salimi 13' (ph.đ.), 20', 62' | Chi tiết | Ancheri 16', 38' · Vijayan 51' |

| UAE                                           | 4–0      | Brunei |
| --------------------------------------------- | -------- | ------ |
| Salem Ali 20', 50' · Al Kass 70' · Khalil 86' | Chi tiết |        |

| Yemen                         | 2–1      | UAE         |
| ----------------------------- | -------- | ----------- |
| Al Ghurbani 52' · Al-Nono 73' | Chi tiết | Al Kass 44' |

| Brunei | 0–1      | Ấn Độ       |
| ------ | -------- | ----------- |
|        | Chi tiết | Ancheri 75' |

| UAE                              | 3–2      | Yemen                       |
| -------------------------------- | -------- | --------------------------- |
| Al Kass 37', 40' · Salem Ali 45' | Chi tiết | Al-Nono 39' · Al-Salimi 61' |

| Ấn Độ                                                                    | 5–0      | Brunei |
| ------------------------------------------------------------------------ | -------- | ------ |
| Alberto 12' · Vijayan 23' · Bhutia 35' (ph.đ.) · Ancheri 59' · Hakim 80' | Chi tiết |        |

### Bảng 9
| VT | Đội        | ST | T | H | B | BT | BB | HS  | Đ  | Giành quyền tham dự |     | Trung Quốc | Indonesia | Maldives | Campuchia |
| -- | ---------- | -- | - | - | - | -- | -- | --- | -- | ------------------- | --- | ---------- | --------- | -------- | --------- |
| 1  | Trung Quốc | 6  | 6 | 0 | 0 | 25 | 3  | +22 | 18 | Vòng 2              |     |            | 5–1       | 10–1     | 3–1       |
| 2  | Indonesia  | 6  | 4 | 0 | 2 | 16 | 7  | +9  | 12 |                     |     | 0–2        |           | 5–0      | 6–0       |
| 3  | Maldives   | 6  | 1 | 1 | 4 | 8  | 19 | −11 | 4  |                     | 0–1 | 0–2        |           | 6–0      |           |
| 4  | Campuchia  | 6  | 0 | 1 | 5 | 2  | 22 | −20 | 1  |                     | 0–4 | 0–2        | 1–1       |          |           |

| Maldives                                                     | 6–0      | Campuchia |
| ------------------------------------------------------------ | -------- | --------- |
| Umar 33', 79' · Abdulativ 52', 90' · Shiham 68' · Luthfy 82' | Chi tiết |           |

| Indonesia                                                            | 5–0      | Maldives |
| -------------------------------------------------------------------- | -------- | -------- |
| Setyabudi 7' · Yulianto 13' · Sakti 51' · Nawawi 61' · Pamungkas 67' | Chi tiết |          |

| Campuchia  | 1–1      | Maldives   |
| ---------- | -------- | ---------- |
| Makara 78' | Chi tiết | Naseem 67' |

| Indonesia                                                           | 6–0      | Campuchia |
| ------------------------------------------------------------------- | -------- | --------- |
| Nasa 26' (l.n.) · Nawawi 42', 46', 71' · Tecuari 73' · Yulianto 76' | Chi tiết |           |

| Trung Quốc | 10–1     | Maldives   |
| --- | -------- | ---------- |
| Từ Vân Long 12', 45' · Ngô Thừa Anh 18' · Tạ Huy 42', 50', 63' · Phạm Chí Nghị 52', 74' (ph.đ.) · Dương Thần 61' · Lý Vĩ Phong 89' | Chi tiết | Jameel 61' |

| Maldives | 0–1      | Trung Quốc |
| -------- | -------- | ---------- |
|          | Chi tiết | Tạ Huy 44' |

| Campuchia | 0–2      | Indonesia                      |
| --------- | -------- | ------------------------------ |
|           | Chi tiết | Purdjianto 78' · Pamungkas 87' |

| Campuchia | 0–4      | Trung Quốc                                       |
| --------- | -------- | ------------------------------------------------ |
|           | Chi tiết | Lý Kim Vũ 5', 63' · Khúc Ba 43' · Mã Minh Vũ 58' |

| Maldives | 0–2      | Indonesia                 |
| -------- | -------- | ------------------------- |
|          | Chi tiết | Yulianto 10' · Sofyan 50' |

| Trung Quốc                                                        | 5–1      | Indonesia    |
| ----------------------------------------------------------------- | -------- | ------------ |
| Lý Vĩ Phong 50' · Dương Thần 62' · Tạ Huy 71', 90' · Kỳ Hoành 82' | Chi tiết | Yulianto 40' |

| Trung Quốc                                    | 3–1      | Campuchia  |
| --------------------------------------------- | -------- | ---------- |
| Mã Minh Vũ 5' · Từ Vân Long 22' · Lê Binh 87' | Chi tiết | Makara 12' |

| Indonesia | 0–2      | Trung Quốc                    |
| --------- | -------- | ----------------------------- |
|           | Chi tiết | Tạ Huy 45' · Ngô Thừa Anh 69' |

### Bảng 10
- Tất cả các trận đấu được tổ chức tại Ả Rập Xê Út.
- Thời gian được liệt kê là UTC+3.

| VT | Đội             | ST | T | H | B | BT | BB | HS  | Đ  | Giành quyền tham dự |     | Ả Rập Xê Út | Việt Nam | Bangladesh | Mông Cổ |
| -- | --------------- | -- | - | - | - | -- | -- | --- | -- | ------------------- | --- | ----------- | -------- | ---------- | ------- |
| 1  | Ả Rập Xê Út (H) | 6  | 6 | 0 | 0 | 30 | 0  | +30 | 18 | Vòng 2              |     |             | 5–0      | 6–0        | 6–0     |
| 2  | Việt Nam        | 6  | 3 | 1 | 2 | 9  | 9  | 0   | 10 |                     |     | 0–4         |          | 0–0        | 4–0     |
| 3  | Bangladesh      | 6  | 1 | 2 | 3 | 5  | 15 | −10 | 5  |                     | 0–3 | 0–4         |          | 2–2        |         |
| 4  | Mông Cổ         | 6  | 0 | 1 | 5 | 2  | 22 | −20 | 1  |                     | 0–6 | 0–1         | 0–3      |            |         |

| Việt Nam | 0–0      | Bangladesh |
| -------- | -------- | ---------- |
|          | Chi tiết |            |

| Ả Rập Xê Út                                                                | 6–0      | Mông Cổ |
| -------------------------------------------------------------------------- | -------- | ------- |
| Al-Shalhoub 10', 25' · Al-Dosari 23' · Abdulghani 30', 59' · Al-Otaibi 71' | Chi tiết |         |

| Mông Cổ | 0–1      | Việt Nam                    |
| ------- | -------- | --------------------------- |
|         | Chi tiết | Nguyễn Hồng Sơn 45' (ph.đ.) |

| Bangladesh | 0–3      | Ả Rập Xê Út                       |
| ---------- | -------- | --------------------------------- |
|            | Chi tiết | Al-Meshal 30', 85' · Al-Jaber 63' |

| Mông Cổ | 0–3      | Bangladesh                   |
| ------- | -------- | ---------------------------- |
|         | Chi tiết | Alfaz 41', 60' · Kanchan 85' |

| Ả Rập Xê Út                                 | 5–0      | Việt Nam |
| ------------------------------------------- | -------- | -------- |
| Al-Meshal 17', 88' · Al-Jaber 29', 70', 90' | Chi tiết |          |

| Mông Cổ | 0–6      | Ả Rập Xê Út                                                                           |
| ------- | -------- | ------------------------------------------------------------------------------------- |
|         | Chi tiết | Al-Jaber 20' · Al-Shalhoub 24' · Al-Meshal 28' · Al-Dosari 40', 86' · Al-Khilaiwi 76' |

| Bangladesh | 0–4      | Việt Nam                                                                     |
| ---------- | -------- | ---------------------------------------------------------------------------- |
|            | Chi tiết | Nguyễn Văn Sỹ 65' · Nguyễn Hồng Sơn 73', 87' (ph.đ.) · Nguyễn Trung Vĩnh 77' |

| Việt Nam                                             | 4–0      | Mông Cổ |
| ---------------------------------------------------- | -------- | ------- |
| Nguyễn Lương Phúc 3', 87' · Nguyễn Hồng Sơn 15', 21' | Chi tiết |         |

| Ả Rập Xê Út                                              | 6–0      | Bangladesh |
| -------------------------------------------------------- | -------- | ---------- |
| Harthi 5' · Al-Meshal 27', 28', 43' · Al-Dosari 33', 38' | Chi tiết |            |

| Bangladesh     | 2–2      | Mông Cổ                        |
| -------------- | -------- | ------------------------------ |
| Sujan 80', 82' | Chi tiết | Davaa 36' · Buman-Uchral 90+4' |

| Việt Nam | 0–4      | Ả Rập Xê Út                             |
| -------- | -------- | --------------------------------------- |
|          | Chi tiết | Al-Meshal 31', 71', 79' · Al-Dosari 88' |

## Cầu thủ ghi bàn
Đã có 481 bàn thắng ghi được trong 111 trận đấu, trung bình 4.33 bàn thắng mỗi trận đấu.
11 bàn thắng
- Talal Al-Meshal
- Said Bayazid

10 bàn thắng
- Hani Al-Dhabit

9 bàn thắng
- Yaqoob Juma Al-Mukhaini
- Kiatisuk Senamuang

8 bàn thắng
- Yaser Salem Ali

7 bàn thắng
- Tạ Huy
- Hesham Mohammed
- Nirajan Rayamajhi
- Bashar Serur
- Jafar Irismetov

6 bàn thắng
- Karim Bagheri
- Abdul-Wahab Abu Al-Hail
- Obeid Al-Dosari

5 bàn thắng
- Yusuf A'Amer Al Sadi
- Esam Abu Touk
- Roda Antar
- Mohammed Salem Al-Enazi
- Sami Al-Jaber
- Seksan Piturat
- Nguyễn Hồng Sơn
- Adel Al-Salimi

4 bàn thắng
- Jo Paul Ancheri
- Kurniawan Dwi Yulianto
- Uston Nawawi
- Ali Daei
- Ali Karimi
- Oleg Litvinenko
- Haitham Zein
- Wartan Ghazarian
- Akmal Rizal Ahmad Rakhli
- Mohammed Khamis Al-Araimi
- Nihad Haj
- Mohammed Nasser
- Sukhrob Khamidov
- Kakha Gogoladze
- Saeed Al Kass
- Mirjalol Qosimov
- Ali Al-Nono

3 bàn thắng
- Từ Vân Long
- Farhad Majidi
- Ahmad Kadhim
- Igor Avdeyev
- Ruslan Baltiev
- Konstantin Gorovenka
- Jasem Al Huwaidi
- Moussa Hojeij
- Santos
- Taqi Mubarak
- Majdi Shaaban Samir
- Gohar Zaman
- Mohammad Al-Shalhoub
- Imthyas Raheem
- Mouhanad Bouchi
- Jomard Moussa
- Rustam Khojaev
- Vladimir Maminov
- Abdulsalam Al Ghurbani

2 bàn thắng
- Alfaz Ahmed
- Mohammed Sujan
- Chea Makara
- Phạm Chí Nghị
- Lý Kim Vũ
- Lý Vĩ Phong
- Mã Minh Vũ
- Ngô Thừa Anh
- Dương Thần
- Jules Alberto
- Baichung Bhutia
- I. M. Vijayan
- Bambang Pamungkas
- Sohrab Bakhtiarizadeh
- Abbas Hassan Hassun
- Sabah Jeayer
- Emad Mohammed
- Haider Obeid
- Rateb Al Awadat
- Badran Al-Shagran
- Dmitriy Byakov
- Maksim Shevchenko
- Khalaf Al-Mutairi
- Ilia Kovalenko
- Faisal Antar
- Marcílio
- Adam Abdulativ
- Ali Umar
- Hairuddin Omar
- Hari Khadka
- Basanta Thapa
- Fawzi Bashir
- Emad Abou El-Kair
- Mohammed Al-Jeesh
- Imad Ayoub
- Dahi Al Naemi
- Jassem Al-Tamimi
- Mubarak Mustafa
- Hussein Sulaimani
- Channa Ediri Bandanage
- Kasun Jayasuriya
- Raghdan Shehadeh
- Khaled Zaher
- Therdsak Chaiman
- Aliyor Ashurmamadov
- Zaker Berdykulov
- Wladimir Baýramow
- Djumadurdy Meredov
- Subait Khater
- Mohammad Omar
- Georgi Georgiev
- Nguyễn Lương Phúc

1 bàn thắng
- Khamis Eid
- Mohammad Hassan
- Mohammed Husain
- Mohamed Salmeen
- Rokonuzzaman Kanchan
- Lê Binh
- Kỳ Hoành
- Khúc Ba
- Chan Ho Man
- Feng Ji-zhi
- Keung He-chi
- Abdul Hakim
- Agung Setyabudi
- Aples Tecuari
- Bima Sakti
- Eko Purdjianto
- Ismed Sofyan
- Mehdi Hasheminasab
- Alireza Vahedi Nikbakht
- Habib Jafar
- Haidar Mahmoud
- Amer Mushraf
- Haidar Najim
- Belal Al Laham
- Mahmoud Shelbaieh
- Ghanem Yousef Aldayeh
- Askhat Kadyrkulov
- Yevgeniy Lunev
- Rafael Urazbakhtin
- Bashar Abdullah
- Naser Al-Sauhi
- Ali Asel
- Faraj Laheeb
- Zamirbek Jumagulov
- Valasine Dalaphone
- Phengta Phounsamay
- Chanthy Souksombaph
- Mohammad Kassas
- Korken Yenkibarian
- Kit Leong Cheong
- Kim Meng Leong
- Mohamed Jameel
- Ashraf Luthfy
- Ismail Naseem
- Ali Shiham
- Irwan Fadzli Idrus
- Rosdi Talib
- B. Buman-Uchral
- Bayarzorig Davaa
- Deepak Lama
- Bal Gopal Maharjan
- Samir Said
- Nasser Zayid
- Muhammad Arshad
- Muhammad Riaz
- Fadi Abulatifa
- Jamal Al-Holi
- Yanti Barsales
- Jimmy Dona
- Abdul-Aziz Hassan
- Meshal Mubarak
- Mohammed Al-Khilaiwi
- Marzouk Al-Otaibi
- Mohsin Harthi
- Noh Alam Shah
- Mohd Noor Ali
- Ishak Ratna
- Weerarathne Kassun
- Faras Al Khatib
- Maher Al Sayed
- Tarek Jabban
- Maher Malki
- Rahmatullo Fuzailov
- Shukhrat Jabbarov
- Denis Knitel
- Tokhirjon Muminov
- Rustam Usmonov
- Niweat Siriwong
- Surachai Jirasirichote
- Thawatchai Damrong-Ongtrakul
- Totchtawan Sripan
- Rejepmyrat Agabaýew
- Yuri Borodolimov
- Gurbangeldi Durdyýew
- Goçguly Goçgulyýew
- Mohammad Ibrahim Hussain
- Abdulsalaam Jumaa
- Faisal Khalil
- Fahed Masoud
- Andrey Akopyants
- Ulugbek Bakayev
- Alexei Dionisiyev
- Nikolay Shirshov
- Nguyễn Trung Vĩnh
- Nguyễn Văn Sỹ
- Ali Aboud Awad
- Anwar Ahmed

1 bàn phản lưới nhà
- Ali Momin (trong trận gặp UAE)
- Samel Nasa (trong trận gặp Indonesia)
- Feng Ji-zhi (trong trận gặp Qatar)
- Surachai Jirasirichote (trong trận gặp Lebanon)